# 스토리헬퍼
스토리헬퍼는 디지털스토리텔링연구소와 엔시소프트문화재단이 공동개발한 스토리텔링 창작도구이다. 스토리헬퍼는 인터넷상에서 작가의 의도를 바탕 또는 기존의 작품들을 기반하여 작가가 새로운 창작활동을 쉽게 할 수 있게 도와주는 디지털 도구이다. 영화등 스토리에대한 방대한 데이터베이스와  플롯감지등 과학적이고 유기적으로 체계화하는 스토리 텔링 도구를 포함하고 있다.

## 메카니즘
- 사례기반추론
- 영화DB 오픈소스 적용
- 시나리오 유사도 분석시스템
- 기초적인 작업부터 고난이도 수준 플롯 지원

## 공식사이트
스트리 헬퍼 공식사이트는 www.storyhelper.co.kr이며 여기에서 무료로 제공되고있다.
2023.08.09 스토리헬퍼 서비스 종료하였다고 뜬다.

## 같이 보기
- 이인화